# Johan Wilhelm Wensink
Johan Wilhelm Wensink (Zutphen, 19 augustus 1851 – Deventer, 1 juli 1922) was een Nederlands componist en organist.

## Achtergrond
Johan Wilhelm Wensink werd geboren binnen het gezin van dansleraar Jan Wensink en Klasina van Loo (Jan Wensink hertrouwde later met Elisabeth Johanna Haarman). Hijzelf was in 1877 getrouwd met de Duitse Frederika Catharina Juliana Suërsen (geboren Bad Bentheim 1848) en kreeg met haar een drietal kinderen, van wie er één doodgeboren werd. In 1900 hertrouwde hij met Maria Hendrik Ensink. Zijn veertigjarige jubileum in 1906 in Deventer, haalde de Goudsche Courant van 9 mei 1906. Hij werd op 4 juli 1922 gecremeerd in Driehuis. In Deventer is de Johan Wensinkstraat naar hem vernoemd.

## Loopbaan
Hij kreeg zijn muzikale opleiding vanaf zijn zevende. Docenten op de piano waren Henri Tibbe, Versteege Engelen, Maurice Hageman, Marius Adrianus Brandts Buys sr. Vioollessen kreeg hij van zijn vader, Sieberg en Hendrik Arnoldus Meijroos. Hij volgde tevens zanglessen bij Johannes Antonius Vrugtman. Toch was zijn opleiding nog niet voltooid. Hij studeerde harmonieleer en compositieleer bij Woldemar Bargiel, viool bij Emanuel Wirth en zang bij Wieringer in Rotterdam. Op elfjarige leeftijd speelde hij viool bij de Zutphense Orkestvereniging en op twaalfjarige leeftijd haalde hij in Gorssel het orgelexamen.
Na al die opleidingen werd hij organist in Almen (1866) en even later in Vorden. Hij was van 1866 tot 1871 directeur van muziekvereniging Concordia. Hij werd daarna docent aan de muziekschool in/van Zwolle, in 1873 directeur van Apollo in Gouda, in 1875 stadsmuziekmeester en organist in Franeker. Hij was een man van de harde aanpak, en had dermate losse handjes dat hij gedwongen was te vertrekken. In 1878 vertrok hij naar Nederlands-Indië, Batavia om daar directeur te worden van Aurora-Toonkunst. Hij werd er ziek en kwam in 1882 terug, ging even in Goor wonen, maar vertrok naar Deventer. Hij werd er organist van de Grote of Lebuïnuskerk als opvolger van Cornelis Alijander Brandts Buys, directeur van de stedelijke muziekschool en zangvereniging Euterpe. In aanvulling op die functies gaf hij nog leiding aan koren in Meppel en Doesburg. Hij heeft ook opleidingen verzorgd in Napels en Australië.

## Werken
Als hij tijd over had was hij aan het componeren. Van zijn hand verschenen de volgende werken:
- Piet Hein, een vaderlandse opera in drie bedrijven en zes taferelen voor kinderen, dames en gemengd koor met groot orkest of met kwartet en piano of met piano alleen; het libretto was van A.F.J. Reiger;
- Het kind, cantate voor tweestemmig kinderkoor, sopraan, bariton, met strijkkwartet, piano, orgel, fluit, klarinet en piston; tekst was van A.H. Kloosterman
- Assepoester, operette voor kinderen in vier bedrijven met orkest of strijkkwartet en piano of piano alleen; de tekst was van hemzelf
- Hymne an die Nacht, voor gemengd koor met soloalt, piano of orkest, er verscheen ook een Nederlandse vertaling door Th.J. Bosman;
- Vrijheidshymne, cantate voor kinder- en gemengd koor, sopraan-, alt- en baritonsolist; tekst A.F.J. Reiger;
- Koninginnecantate / Aan Nederland voor gemengd en kinderkoor, sopraan-, tenorsolist, orkest en orgel of piano en strijkorkest of piano alleen; tekst van A.F.J. Reiger en A.H. Kloosterman;
- De prins van Sind;
- De schone slaapster, van Richard Hol, operette in drie afdelingen, georkestreerd door Wensink
- Opbeuring, voor a capella mannenkoor
- God en voorzienigheid voor mannenkoor, bariton en zangkwartet, alles a capella
- Op een kerkhof, lied voor bariton op tekst van A. Beeloo
- Onbezorgd, lied voor hoge zangstem
- Concertstuk voor viool en piano
- Fantasie voor klarinet en piano of orkest
- Fantasie voor trombone en piano of orkest; opgedragen aan Rudolf van Otterbeek Bastiaans, neef van Johannes Gijsbertus Bastiaans;
- nog enkele bewerkingen